# Petsamo-ekspeditionerne
Petsamo-ekspeditionerne var en række småkrige gennemført af finske frivillige mellem 1918 og 1920 mod Petsamo. Målet med invasionerne var at vinde Petsamo for Finland, hvilket var blevet lovet landet som erstatning af Alexander II i forbindelse med, at et landområde i 1864 var blevet overført omkring en våbenfabrik ved grænsen ved Sestroretsk på Det Karelske Næs. Bolsjevikkerne havde modsat sig at holde zarens tidligere aftaler, og dette bidrog til at forringe forholdet mellem Finland og Sovjetunionen.
Den første ekspedition i 1918 mødte modstand fra britiske tropper, som ville forhindre, at tyskerne (som støttede de hvide finner i deres selvstændighedskamp fra Rusland) ville følge efter, og ekspeditionen måtte vende tilbage til Finland uden at have opnået sit formål.
En ny ekspedition i 1920, der først var under ledelse af general Kurt Martti Wallenius og senere af major Gustaf Taucher, mødte modstand fra sovjetiske tropper og vendte tilbage til Finland uden at have opnået sit mål. Grænsekonflikten blev bilagt i 1920 ved fredsaftalen i Tartu, hvor Rusland afstod Petsamo til Finland.
I 1944 besatte Sovjetunionen området og gennemtvang en finsk afståelse.